# Prémio Screen Actors Guild de melhor atriz secundária em cinema
O Prémio do Screen Actors Guild para melhor actriz secundária (português europeu) ou melhor atriz coadjuvante (português brasileiro) em um filme é dado pelo Screen Actors Guild para honrar as melhores interpretações de atrizes no cinema num papel secundário.
Notas:
- "†" indica a vencedora do Óscar de melhor atriz coadjuvante.
- "‡" indica uma indicada ao Óscar de melhor atriz coadjuvante ou melhor atriz pelo mesmo papel.
- "§" indica a vencedora do Óscar de melhor atriz pelo mesmo papel.

## Vencedoras e nomeadas/indicadas

### Anos 1990
| Ano  | Vencedora e nomeadas/indicadas | Filme                    | Papel                            |
| ---- | ------------------------------ | ------------------------ | -------------------------------- |
| 1995 | Dianne Wiest †                 | Bullets Over Broadway    | Helen Sinclair                   |
| 1995 | Jamie Lee Curtis               | True Lies                | Helen Tasker                     |
| 1995 | Sally Field                    | Forrest Gump             | Mrs. Gump                        |
| 1995 | Uma Thurman ‡                  | Pulp Fiction             | Mia Wallace                      |
| 1995 | Robin Wright                   | Forrest Gump             | Jenny Curran                     |
| 1996 | Kate Winslet ‡                 | Sense and Sensibility    | Marianne Dashwood                |
| 1996 | Stockard Channing              | Smoke                    | Ruby McNutt                      |
| 1996 | Anjelica Huston                | The Crossing Guard       | Mary                             |
| 1996 | Mira Sorvino †                 | Mighty Aphrodite         | Linda Ash                        |
| 1996 | Mare Winningham ‡              | Georgia                  | Georgia Flood                    |
| 1997 | Lauren Bacall ‡                | The Mirror Has Two Faces | Hannah Morgan                    |
| 1997 | Juliette Binoche †             | The English Patient      | Hana                             |
| 1997 | Marisa Tomei                   | Unhook the Stars         | Monica Warren                    |
| 1997 | Gwen Verdon                    | Marvin's Room            | Ruth                             |
| 1997 | Renée Zellweger                | Jerry Maguire            | Dorothy Boyd                     |
| 1998 | Kim Basinger †                 | L.A. Confidential        | Lynn Bracken                     |
| 1998 | Gloria Stuart ‡                | Titanic                  | Rose Calvert                     |
| 1998 | Minnie Driver ‡                | Good Will Hunting        | Skylar                           |
| 1998 | Alison Elliott                 | The Wings of the Dove    | Millie Theale                    |
| 1998 | Julianne Moore ‡               | Boogie Nights            | Amber Waves                      |
| 1999 | Kathy Bates ‡                  | Primary Colors           | Libby Holden                     |
| 1999 | Brenda Blethyn ‡               | Little Voice             | Mari Hoff                        |
| 1999 | Judi Dench †                   | Shakespeare in Love      | Rainha Elizabeth I da Inglaterra |
| 1999 | Rachel Griffiths ‡             | Hilary and Jackie        | Hilary du Pré                    |
| 1999 | Lynn Redgrave ‡                | Gods and Monsters        | Hanna                            |

### Anos 2000
| Ano  | Vencedora e nomeadas/indicadas | Filme                               | Papel                     |
| ---- | ------------------------------ | ----------------------------------- | ------------------------- |
| 2000 | Angelina Jolie †               | Girl, Interrupted                   | Lisa Rowe                 |
| 2000 | Cameron Diaz                   | Being John Malkovich                | Lotte Schwartz            |
| 2000 | Catherine Keener ‡             | Being John Malkovich                | Maxine Lund               |
| 2000 | Julianne Moore                 | Magnolia                            | Linda Partridge           |
| 2000 | Chloë Sevigny ‡                | Boys Don't Cry                      | Lana Tisdale              |
| 2001 | Judi Dench ‡                   | Chocolat                            | Armande Voizin            |
| 2001 | Kate Hudson ‡                  | Almost Famous                       | Penny Lane                |
| 2001 | Frances McDormand ‡            | Almost Famous                       | Elaine Miller             |
| 2001 | Julie Walters ‡                | Billy Elliot                        | Sra. Wilkinson            |
| 2001 | Kate Winslet                   | Quills                              | Madeleine “Maddy” LeClerc |
| 2002 | Helen Mirren ‡                 | Gosford Park                        | Sra. Wilson               |
| 2002 | Cate Blanchett                 | Bandits                             | Kate Wheeler              |
| 2002 | Judi Dench                     | The Shipping News                   | Agnis Hamm                |
| 2002 | Cameron Diaz                   | Vanilla Sky                         | Julianna "Julie" Gianni   |
| 2002 | Dakota Fanning                 | I Am Sam                            | Lucy Dawson               |
| 2003 | Catherine Zeta-Jones †         | Chicago                             | Velma Kelly               |
| 2003 | Queen Latifah ‡                | Matron Mama Morton                  |                           |
| 2003 | Kathy Bates ‡                  | About Schmidt                       | Roberta Hertzel           |
| 2003 | Julianne Moore ‡               | The Hours                           | Laura Brown               |
| 2003 | Michelle Pfeiffer              | White Oleander                      | Ingrid Magnussen          |
| 2004 | Renée Zellweger †              | Cold Mountain                       | Ruby Thewes               |
| 2004 | Maria Bello                    | The Cooler                          | Natalie Belisario         |
| 2004 | Keisha Castle-Hughes ‡         | Whale Rider                         | Paikea Apirana            |
| 2004 | Patricia Clarkson ‡            | Pieces of April                     | Joy Burns                 |
| 2004 | Holly Hunter ‡                 | Thirteen                            | Melanie Freeland          |
| 2005 | Cate Blanchett †               | The Aviator                         | Katharine Hepburn         |
| 2005 | Cloris Leachman                | Spanglish                           | Evelyn Wright             |
| 2005 | Laura Linney ‡                 | Kinsey                              | Clara McMillen            |
| 2005 | Virginia Madsen ‡              | Sideways                            | Maya Randall              |
| 2005 | Sophie Okonedo ‡               | Hotel Rwanda                        | Tatiana Rusesabagina      |
| 2006 | Rachel Weisz †                 | The Constant Gardener               | Tessa Quayle              |
| 2006 | Amy Adams ‡                    | Junebug                             | Ashley Johnsten           |
| 2006 | Catherine Keener ‡             | Capote                              | Nelle Harper Lee          |
| 2006 | Frances McDormand ‡            | North Country                       | Glory Dodge               |
| 2006 | Michelle Williams ‡            | Brokeback Mountain                  | Alma Beers Del Mar        |
| 2007 | Jennifer Hudson †              | Dreamgirls                          | Effie White               |
| 2007 | Adriana Barraza ‡              | Babel                               | Amelia                    |
| 2007 | Rinko Kikuchi ‡                | Babel                               | Chieko                    |
| 2007 | Cate Blanchett ‡               | Notes on a Scandal                  | Sheba Hart                |
| 2007 | Abigail Breslin ‡              | Little Miss Sunshine                | Olive Hoover              |
| 2008 | Ruby Dee ‡                     | American Gangster                   | Mama Lucas                |
| 2008 | Cate Blanchett ‡               | I'm Not There                       | Jude Quinn                |
| 2008 | Catherine Keener               | Into the Wild                       | Jan Burres                |
| 2008 | Amy Ryan ‡                     | Gone Baby Gone                      | Helene McCready           |
| 2008 | Tilda Swinton †                | Michael Clayton                     | Karen Crowder             |
| 2009 | Kate Winslet §                 | The Reader                          | Hanna Schmitz             |
| 2009 | Amy Adams ‡                    | Doubt                               | Irmã James                |
| 2009 | Viola Davis ‡                  | Doubt                               | Sra. Miller               |
| 2009 | Penélope Cruz †                | Vicky Cristina Barcelona            | María Elena               |
| 2009 | Taraji P. Henson ‡             | The Curious Case of Benjamin Button | Queenie                   |

### Anos 2010
| Ano  | Vencedora e nomeadas/indicadas | Filme                          | Papel                                   |
| ---- | ------------------------------ | ------------------------------ | --------------------------------------- |
| 2010 | Mo'Nique †                     | Precious                       | Mary Lee Johnston                       |
| 2010 | Penélope Cruz ‡                | Nine                           | Carla Albanese                          |
| 2010 | Vera Farmiga ‡                 | Up in the Air                  | Alex Goran                              |
| 2010 | Anna Kendrick ‡                | Up in the Air                  | Natalie Keener                          |
| 2010 | Diane Kruger                   | Inglourious Basterds           | Bridget Von Hammersmark                 |
| 2011 | Melissa Leo †                  | The Fighter                    | Alice Ward                              |
| 2011 | Amy Adams ‡                    | Charlene Fleming               |                                         |
| 2011 | Helena Bonham Carter ‡         | The King's Speech              | Rainha Elizabeth Bowes-Lyon             |
| 2011 | Mila Kunis                     | Black Swan                     | Lily                                    |
| 2011 | Hailee Steinfeld ‡             | True Grit                      | Mattie Ross                             |
| 2012 | Octavia Spencer †              | The Help                       | Minny Jackson                           |
| 2012 | Jessica Chastain ‡             | Celia Foote                    |                                         |
| 2012 | Bérénice Bejo ‡                | The Artist                     | Peppy Miller                            |
| 2012 | Melissa McCarthy ‡             | Bridesmaids                    | Megan                                   |
| 2012 | Janet McTeer ‡                 | Albert Nobbs                   | Hubert Page                             |
| 2013 | Anne Hathaway †                | Les Misérables                 | Fantine                                 |
| 2013 | Sally Field ‡                  | Lincoln                        | Mary Todd Lincoln                       |
| 2013 | Helen Hunt ‡                   | The Sessions                   | Cheryl Cohen-Greene                     |
| 2013 | Nicole Kidman                  | The Paperboy                   | Charlotte Bless                         |
| 2013 | Maggie Smith                   | The Best Exotic Marigold Hotel | Muriel Donnelly                         |
| 2014 | Lupita Nyong'o †               | 12 Years a Slave               | Patsey                                  |
| 2014 | Jennifer Lawrence ‡            | American Hustle                | Rosalyn Rosenfeld                       |
| 2014 | Julia Roberts ‡                | August: Osage County           | Barbara Weston                          |
| 2014 | June Squibb ‡                  | Nebraska                       | Kate Grant                              |
| 2014 | Oprah Winfrey                  | The Butler                     | Gloria Gaines                           |
| 2015 | Patricia Arquette †            | Boyhood                        | Olivia Evans                            |
| 2015 | Keira Knightley ‡              | The Imitation Game             | Joan Clarke                             |
| 2015 | Emma Stone ‡                   | Birdman                        | Sam Thomson                             |
| 2015 | Meryl Streep ‡                 | Into the Woods                 | A Bruxa                                 |
| 2015 | Naomi Watts                    | St. Vincent                    | Daka                                    |
| 2016 | Alicia Vikander †              | The Danish Girl                | Gerda Wegener                           |
| 2016 | Rooney Mara ‡                  | Carol                          | Therese Belivet                         |
| 2016 | Rachel McAdams ‡               | Spotlight                      | Sacha Pfeiffer                          |
| 2016 | Helen Mirren                   | Trumbo                         | Hedda Hopper                            |
| 2016 | Kate Winslet ‡                 | Steve Jobs                     | Joanna Hoffman                          |
| 2017 | Viola Davis †                  | Fences                         | Rose Maxson                             |
| 2017 | Naomie Harris ‡                | Moonlight                      | Paula                                   |
| 2017 | Nicole Kidman ‡                | Lion                           | Sue Brierley                            |
| 2017 | Octavia Spencer ‡              | Hidden Figures                 | Dorothy Vaughan                         |
| 2017 | Michelle Williams ‡            | Manchester by the Sea          | Randi Chandler                          |
| 2018 | Allison Janney †               | I, Tonya                       | LaVona Golden                           |
| 2018 | Mary J. Blige ‡                | Mudbound                       | Florence Jackson                        |
| 2018 | Hong Chau                      | Downsizing                     | Ngoc Lan Tran                           |
| 2018 | Holly Hunter                   | The Big Sick                   | Beth Gardner                            |
| 2018 | Laurie Metcalf ‡               | Lady Bird                      | Marion McPherson                        |
| 2019 | Emily Blunt                    | A Quiet Place                  | Evelyn Abbott                           |
| 2019 | Amy Adams ‡                    | Vice                           | Lynne Cheney                            |
| 2019 | Margot Robbie                  | Mary Queen of Scots            | Rainha Elizabeth I da Inglaterra        |
| 2019 | Emma Stone ‡                   | The Favourite                  | Abigail Masham                          |
| 2019 | Rachel Weisz ‡                 | The Favourite                  | Sarah Churchill, Duquesa de Marlborough |

### Anos 2020
| Ano  | Vencedora e nomeadas/indicadas | Filme                             | Papel                 |
| ---- | ------------------------------ | --------------------------------- | --------------------- |
| 2020 | Laura Dern †                   | Marriage Story                    | Nora Fanshaw          |
| 2020 | Jennifer Lopez                 | Hustlers                          | Ramona Vega           |
| 2020 | Margot Robbie ‡                | Bombshell                         | Kayla Pospisil        |
| 2020 | Nicole Kidman                  | Bombshell                         | Gretchen Carlson      |
| 2020 | Scarlett Johansson ‡           | Jojo Rabbit                       | Rosie Betzler         |
| 2021 | Youn Yuh-jung †                | Minari                            | Soon-ja               |
| 2021 | Maria Bakalova ‡               | Borat Subsequent Moviefilm        | Tutar Sagdiyev        |
| 2021 | Glenn Close ‡                  | Hillbilly Elegy                   | Bonnie "Mamaw" Vance  |
| 2021 | Olivia Colman ‡                | The Father                        | Anne                  |
| 2021 | Helena Zengel                  | News of the World                 | Johanna Leonberger    |
| 2022 | Ariana DeBose †                | West Side Story                   | Anita                 |
| 2022 | Caitriona Balfe                | Belfast                           | Ma                    |
| 2022 | Cate Blanchett                 | Nightmare Alley                   | Lilith Ritter         |
| 2022 | Kirsten Dunst ‡                | The Power of the Dog              | Rose Gordon           |
| 2022 | Ruth Negga                     | Passing                           | Clare Bellew          |
| 2023 | Jamie Lee Curtis †             | Everything Everywhere All at Once | Deirdre Beaubeirdre   |
| 2023 | Stephanie Hsu ‡                | Joy Wang / Jobu Tupaki            |                       |
| 2023 | Angela Bassett ‡               | Black Panther: Wakanda Forever    | Rainha Ramonda        |
| 2023 | Kerry Condon ‡                 | The Banshees of Inisherin         | Siobhán Súilleabháin  |
| 2023 | Hong Chau ‡                    | The Whale                         | Liz                   |
| 2024 | Da'Vine Joy Randolph †         | The Holdovers                     | Mary Lamb             |
| 2024 | Jodie Foster ‡                 | Nyad                              | Bonnie Stoll          |
| 2024 | Danielle Brooks ‡              | The Color Purple                  | Sofia                 |
| 2024 | Penélope Cruz                  | Ferrari                           | Laura Ferrari         |
| 2024 | Emily Blunt ‡                  | Oppenheimer                       | Katherine Oppenheimer |
| 2025 | Zoë Saldaña ‡                  | Emilia Pérez                      | Rita Moro Castro      |
| 2025 | Ariana Grande ‡                | Wicked                            | Galinda Upland        |
| 2025 | Monica Barbaro ‡               | A Complete Unknown                | Joan Baez             |
| 2025 | Jamie Lee Curtis               | The Last Showgirl                 | Annette               |
| 2025 | Danielle Deadwyler ‡           | The Piano Lesson                  | Berniece Charles      |

## Estatísticas
| Estatística                                           | Actriz/Atriz                                      | Actriz/Atriz | Actriz/Atriz Coadjuvante                                                                                       | Actriz/Atriz Coadjuvante | Geral                                                                    | Geral |
| ----------------------------------------------------- | ------------------------------------------------- | ------------ | --- | ------------------------ | ------------------------------------------------------------------------ | ----- |
| Actriz/Atriz com mais vitórias                        | —                                                 |              | Kate Winslet                                                                                                   | 2                        | Cate Blanchett, Viola Davis, Helen Mirren, Kate Winslet, Renée Zellweger | 2     |
| Actriz/Atriz com mais nomeações/indicações            | Meryl Streep                                      | 10           | Amy Adams, Cate Blanchett, Kate Winslet                                                                        | 4                        | Meryl Streep                                                             | 11    |
| Actriz/Atriz com mais nomeações/indicações sem vencer | Judi Dench                                        | 5            | Amy Adams | 4                        | Amy Adams                                                                | 5     |
| Filme com mais nomeações/indicações                   | —                                                 |              | Almost Famous, Babel, Being John Malkovich, Chicago, Doubt, The Fighter, Forrest Gump, The Help, Up in the Air | 2                        | Chicago, Doubt, The Help                                                 | 3     |
| Vencedora mais velha                                  | Julie Christie (Away from Her, 2008)              | 66           | Gloria Stuart (Titanic, 1998)                                                                                  | 87                       | Gloria Stuart (Titanic, 1998)                                            | 87    |
| Nomeada/Indicada mais velha                           | Judi Dench (Philomena, 2014)                      | 79           | Gloria Stuart (Titanic, 1998)                                                                                  | 87                       | Gloria Stuart (Titanic, 1998)                                            | 87    |
| Vencedora mais jovem                                  | Jennifer Lawrence (Silver Linings Playbook, 2013) | 22           | Kate Winslet (Sense and Sensibility, 1996)                                                                     | 20                       | Kate Winslet (Sense and Sensibility, 1996)                               | 20    |
| Nomeada/Indicada mais jovem                           | Evan Rachel Wood (Thirteen, 2004)                 | 16           | Dakota Fanning (I Am Sam, 2002)                                                                                | 7                        | Dakota Fanning (I Am Sam, 2002)                                          | 7     |

### Vitórias Múltiplas
2 Vitórias
- Kate Winslet (Sense and Sensibility (1995), The Reader (2008))

### Indicações Múltiplas
4 Indicaçõe
- Amy Adams (Junebug (2005), Doubt (2008), The Fighter (2010), Vice (2018))
- Cate Blanchett (Bandits (2001), The Aviator (2004), Notes on a Scandal (2006), I'm Not There (2007))
- Kate Winslet (Sense and Sensibility (1995), Quills (2000), The Reader (2008), Steve Jobs (2015))

3 Indicações
- Judi Dench (Shakespeare in Love (1998), Chocolat (2000), The Shipping News (2001))
- Catherine Keener (Being John Malkovich (1999), Capote (2005), Into the Wild (2007))
- Julianne Moore (Boogie Nights (1997), Magnolia (1999), The Hours (2002))

2 Indicações
- Kathy Bates (Primary Colors (1998), About Schmidt (2002))
- Penélope Cruz (Vicky Cristina Barcelona (2008), Nine (2009))
- Viola Davis (Doubt (2008), Fences (2016))
- Cameron Diaz (Being John Malkovich (1999), Vanilla Sky (2001))
- Sally Field (Forrest Gump (1994), Lincoln (2012))
- Nicole Kidman (The Paperboy (2012), Lion (2016))
- Frances McDormand (Almost Famous (2000), North Country (2005))
- Helen Mirren (Gosford Park (2001), Trumbo (2015))
- Octavia Spencer (The Help (2011), Hidden Figures (2016))
- Michelle Williams (Brokeback Mountain (2005), Manchester by the Sea (2016))
- Renée Zellweger (Jerry Maguire (1996), Cold Mountain (2003))